# Institut d'études orientales de Moscou
L'institut d'études orientales de Moscou (en russe : Московский институт востоковедения, ou MIV) est un établissement d'enseignement supérieur situé à Moscou qui exista de 1920 à 1954. Le 27 octobre 1921, tous les établissements ou départements d'enseignement d'études orientales furent réunis dans cet institut, dont l'institut Lazarev des langues orientales dont il occupe les locaux.
Les chaires des langues indiennes et du Proche-Orient furent transférées à l'Institut d'État des relations internationales de Moscou (MGuiMo).
Parmi ses anciens étudiants, on peut distinguer le futur Premier ministre Ievgueni Primakov, l'algérianiste Robert Landa, ou encore l'écrivain Julian Semenov.